# Giorgi Loria
Giorgi Loria (georgiska: გიორგი ლორია) född 27 januari 1986 i Tbilisi, är en georgisk fotbollsmålvakt som spelar för Dinamo Tbilisi. Loria spelar även för Georgiens herrlandslag i fotboll, och han har hittills gjort 78 landskamper. I kvalet till VM 2010 fick Loria spela 2 matcher eftersom den ordinarie målvakten, Giorgi Lomaia, var ur form.